# Aeropuerto Internacional Aba Tenna Dejazmach Yilma

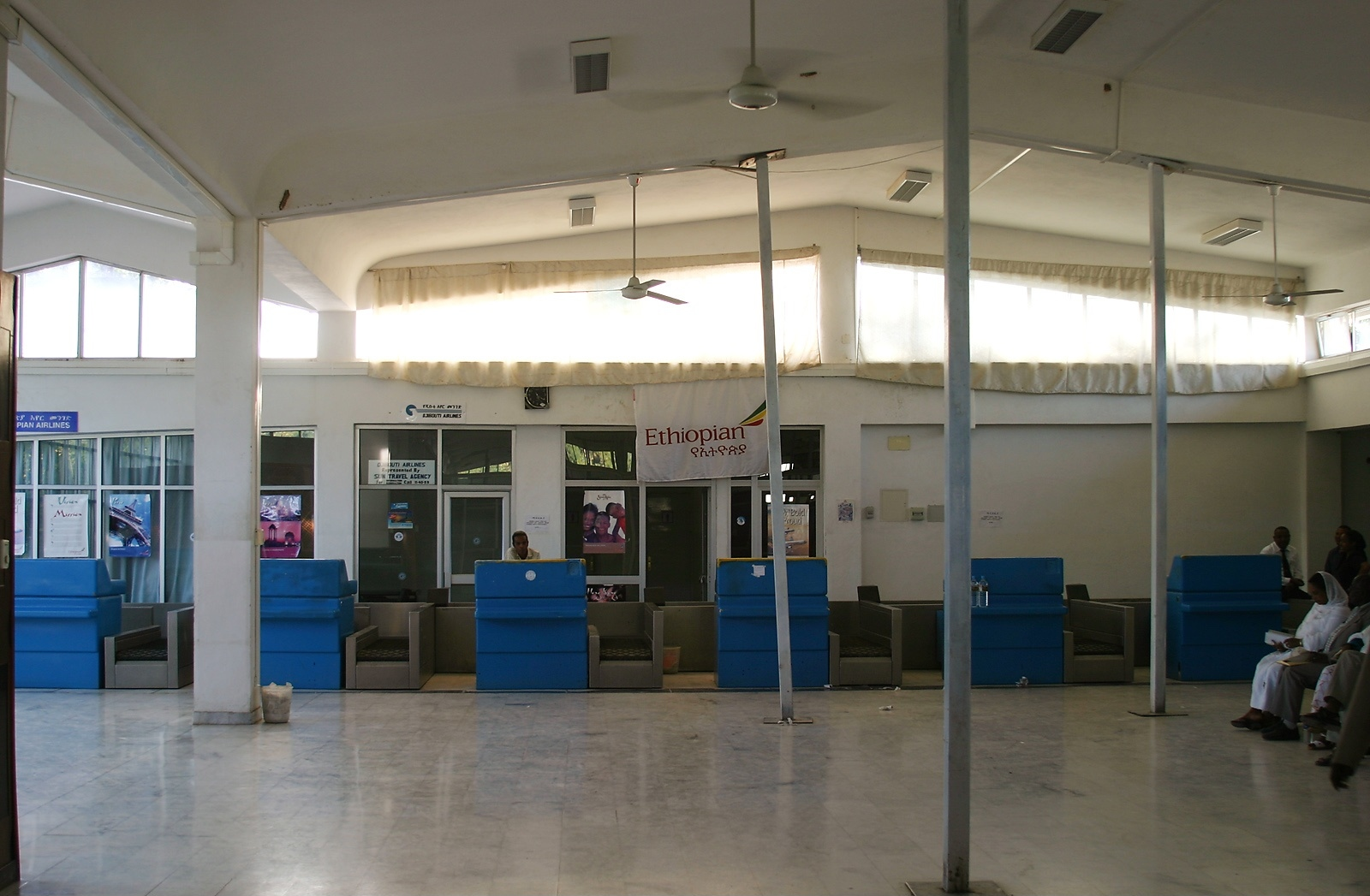
Check-in en el aeropuerto

El Aeropuerto Internacional Aba Tenna Dejazmach Yilma (en Ge'ez: አባ ጤና ደጃዝማች ይልማ ድፍን ዓለም የአየር ማረፊያ ābbā ṭēnā dejāzmāč yilmā difin ʿālem ye-āyyer mārefīyā) es un aeropuerto en Dire Dawa, Etiopía (IATA: DIR, OACI: HADR). Se encuentra a 1.167 metros sobre el nivel del mar. Este aeropuerto tiene una pista de asfalto de 2.679 metros de largo por 45 de ancho.

## Vuelos regulares
| Aerolíneas         | Destinos                                           |
| ------------------ | -------------------------------------------------- |
| Ethiopian Airlines | Addis Abeba, Hargeisa, Jijiga, Kabri Dar, Shillavo |